# Max Webster
Max Webster was een Canadese progrockband die actief was van 1973 tot en met 1981.
De band werd gevormd in Sarnia, Ontario en bestond uit gitarist en zanger Kim Mitchell, toetsenist Terry Watkinson, bassist Mike Tilka en drummer Paul Kersey. De meeste nummers werden door Kim Mitchel geschreven samen met Pye Dubois.
Drummer Paul Kersey verliet de band na het debuutalbum Max Webster en werd vervangen door Gary McCracken. Tilka verliet de band na het tweede album High Class in Borrowed Shoes. Zijn plaats werd ingenomen door Dave Myles. Deze bezetting is te horen op de albums Mutiny Up My Sleeve, A Million Vacations en het livealbum Live Magnetic Air. Watkinson en Myles verlieten Max Webster vlak voor de opname van Universal Juveniles. In 1981 besloot Kim Mitchell om solo door te gaan.
Het nummer "Battle Scar" op het album Universal Juveniles werd live opgenomen met alle leden van Rush.
In Canada was Max Webster zeer succesvol, met nummers zoals "A Million Vacations" en "Paradise Skies". Buiten Canada zijn ze nooit echt bekend geworden. De solocarrière van Kim Mitchell kreeg wel veel meer bekendheid buiten Canada.

## Discografie
- 1976 - Max Webster
- 1977 - High Class in Borrowed Shoes
- 1978 - Mutiny Up My Sleeve
- 1979 - A Million Vacations
- 1979 - Live Magnetic Air
- 1980 - Universal Juveniles
- 1981 - Diamonds Diamonds
- 1989 - The Best of Max Webster